# Rocchetta a Volturno
Rocchetta a Volturno là một đô thị ở tỉnh Isernia trong vùng Molise, có cự ly khoảng 50 km về phía tây của Campobasso và khoảng 13 km về phía tây của Isernia. Tại thời điểm ngày 31 tháng 12 năm 2004, đô thị này có dân số 1.080 và diện tích là 24 km².
Rocchetta a Volturno giáp các đô thị: Castel San Vincenzo, Cerro al Volturno, Colli a Volturno, Filignano, San Biagio Saracinisco, Scapoli, Vallerotonda.